# 江南女子公学
江南女子公学成立于1906年，位于南京。
江南女学是中国人自办较早的女子学校之一。创始人为吕惠如女士。